# Favoritepark
Der Favoritepark ist ein Park in Ludwigsburg, der das Schloss Favorite umgibt. Einst als Fasanerie genutzt, ist er heute mit jährlich rund 150.000 Besuchern ein beliebtes Ausflugsziel und Naherholungsgebiet. Es ist seit 1937 ein Naturschutzgebiet (NSG) und damit das älteste im Landkreis Ludwigsburg.

## Lage
Der rund 72 ha große und komplett eingezäunte Favoritepark liegt nördlich des Stadtzentrums von Ludwigsburg. Im Süden grenzt der Favoritepark mit seinem Haupteingang direkt an das Blühende Barock, getrennt nur durch die Marbacher Straße, welche mit einer Fußgängerbrücke überquert wird. Ein weiterer Eingang befindet sich im Nordwesten des Parks in direkter Nähe zur S-Bahn-Haltestelle Favoritepark auf der Linie 4. Einen dritten Zugang gibt es im Osten des Parks im Stadtteil Hoheneck.
Durch den Park führt vom Südeingang zum Eingang im Nordwesten die zentrale Achse der Wilhelmsallee vorbei am Favoriteschloss. Einen kleinen Abzweig gibt es zum Eingang im Osten.
Der umzäunte Park ist praktisch identisch mit dem NSG Favoritepark. Das Landschaftsschutzgebiet (LSG) Umgebung des Favoritepark gliedert sich in zwei Teilflächen. Die eine Fläche legt sich an die Nordost-Grenze des Parks mit einer Tiefe von einigen zehn bis zu einigen hundert Metern. Die andere Fläche des LSG befindet sich im Südwesten des Parks, wo es aber nur eine ca. 55 m breite gemeinsame Grenze mit dem NSG hat.
Zusammen ergeben das NSG und LSG das Natur- und Landschaftsschutzgebiet Favoritepark mit Randgebieten. Die Gesamtfläche beider Schutzgebiete beträgt ca. 135 ha.

## Geschichte
Das Waldgebiet des Parks, früherer Gemeindewald, auch Mönchwald genannt, wurde vom Mittelalter bis zu Beginn des 18. Jahrhunderts zur Eichelmast des Viehs, vor allem von Hausschweinen, verwendet. Das Vieh fraß die Früchte der Bäume und verdichtete gleichzeitig den Boden. Dies hatte zur Folge, dass kaum mehr junge Bäume nachwuchsen. So änderte sich das Gebiet durch den ständigen Verbiss und Nährstoffentzug zu einem Hutewald.
Der jagdbegeisterte Herzog Eberhard Ludwig ließ den Wald im Jahr 1707 einzäunen um eine Fasanerie zu errichten. Damit endete die Nutzung des Waldes als Weide. Schließlich ließ der Herzog in den Jahren 1717 bis 1723 das Jagd- und Lustschloss Favorite errichten.
Mit Wild, Gämsen und Hirschen ließ König Friedrich I. von Württemberg ab 1806 einen Tiergarten anlegen. Dies sorgte dafür, dass die Jungbäume und Früchte wieder gefressen wurden und sich der Weidewald-Charakter mit dem nicht vorhandenen Unterwuchs bis heute erhalten hat. Heute teilen sich  die wohl damals schon im Park ansässigen Dam- und Axishirsche den Favoritepark mit den 1969 eingesetzten Mufflons.

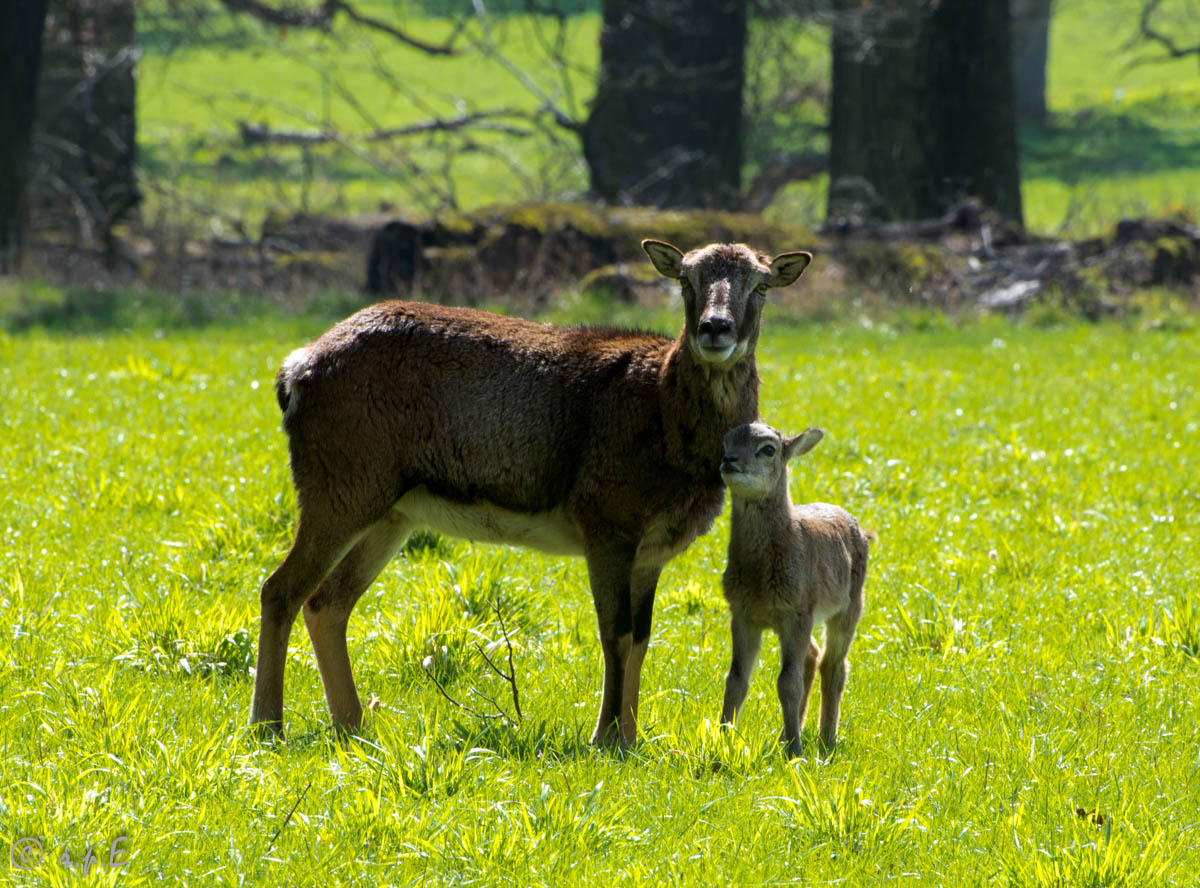
Mufflon-Weibchen mit Jungtier
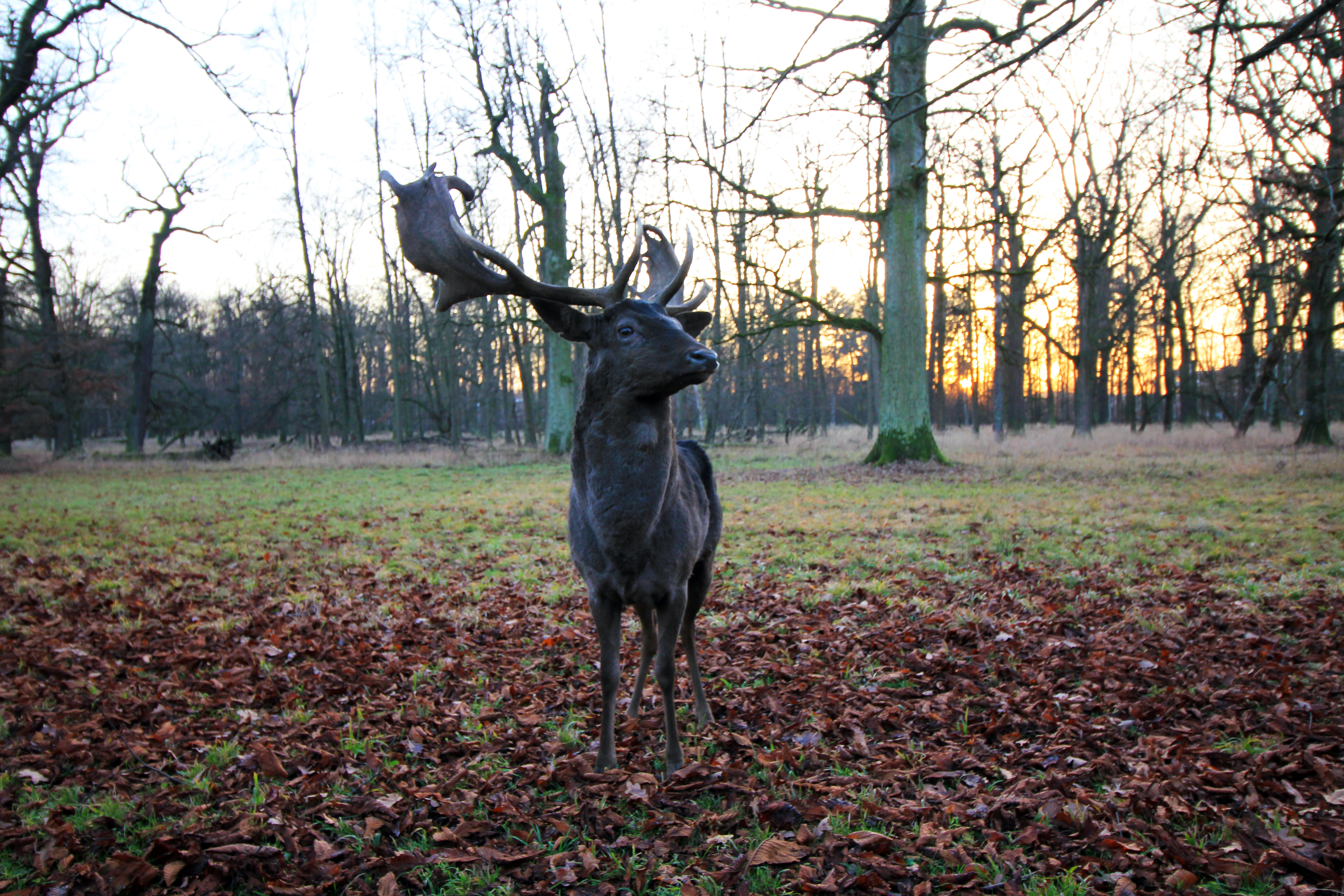
Damhirsch

## Naturschutzgebiet „Favoritepark“
Das Naturschutzgebiet Favoritepark (Kennung: 1.003) wurde 1937 verordnet und ist damit das erste Naturschutzgebiet im Landkreis Ludwigsburg und das zweite im heutigen Regierungsbezirk Stuttgart. Die Unterschutzstellung bewahrte das Gebiet mehrfach davor durch den Siedlungsdruck verkleinert oder untertunnelt zu werden. 1990 wurde die Verordnung zum Naturschutzgebiet neu gefasst, um sie an die Erfordernisse der Zeit anzupassen.

### Schutzzweck
Laut Verordnung zum Naturschutzgebiet ist der Schutzzweck vor allem:
1. die Erhaltung des Restes eines ehemaligen Weidewaldes (Hudewald, Hardt) mit dem charakteristischen Bild des unterholzfreien, lichten Waldes als einzigem wissenschaftlich, landeskundlich und ökologisch bedeutsamen Beispiel dieser historischen Waldbewirtschaftungsform im württembergischen Unterland;
2. der Schutz verschiedener Ausprägungen des Eichenmischwaldes mit seinen Lebensgemeinschaften innerhalb einer Stadtlandschaft;
3. die Erhaltung eines alten Baumbestandes mit seinen Lebensgemeinschaften;
4. die Erhaltung eines historischen Wildparks mit dem dunklen Damwildstamm, dem Axis- und Muffelwild;
5. die Erhaltung eines charakteristischen historischen Parks mit Teilen einer barocken Grundordnung bestehend aus Alleen, Wertmodellierungen und baulichen Einrichtungen (Schloß Favorite, Gemshütte, Hirschquelle, Steinbänke, Forsthaus, dessen Nebengebäude und Marksteine) sowie im Stil des englischen Landschaftsgartens gestalteter Parkteile;
6. die Erhaltung der Naherholungsfunktion.

## Landschaftsschutzgebiet „Umgebung des Favoritepark“
Das Landschaftsschutzgebiet Umgebung des Favoritepark (Kennung: 1.18.085) ist ein Partnerschutzgebiet des angrenzenden Naturschutzgebiets Favoritepark. Es dient als Pufferzone zwischen besiedeltem Gebiet und Naturschutzgebiet und besteht u. a. aus landschaftlich und ökologisch wichtigen Streuobstwiesen. Es wurde zusammen mit der Neufassung der Verordnung zum Naturschutzgebiet als kombiniertes Natur- und Landschaftsschutzgebiet eingerichtet. Bei der Änderung des LSG im Jahr 2004 wurde eine Fläche von ca. 0,47 ha ausgetragen.

### Schutzzweck
Als wesentlicher Schutzzweck des LSG steht in der Verordnung:
1. die Sicherung der ökologisch notwendigen Pufferzone zwischen dem Siedlungsraum und dem Naturschutzgebiet;
2. die Sicherung ökologisch und stadtgestalterisch bedeutsamer Grünzäsuren im Umfeld des Naturschutzgebietes;
3. die Erhaltung der ökologisch und landschaftlich bedeutsamen Streuobstwiesen, Wiesen und Gärten mit ihrem vielfältigen Artenbestand und ihren verschiedenen Freiraumfunktionen.